# ثبات (صباغ)

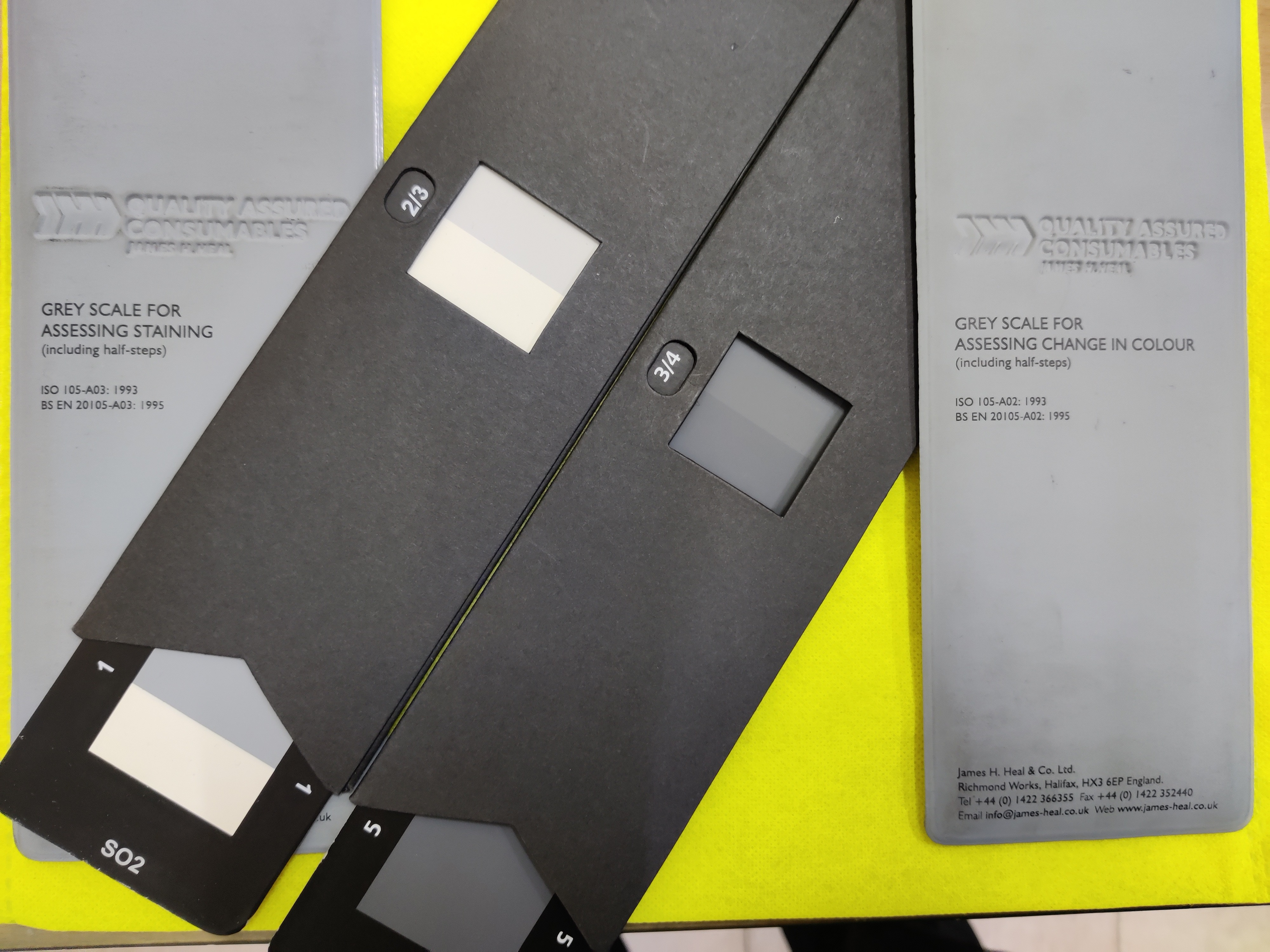
المقياس الرمادي لتغيرات اللون

ثبات اللون (بالإنجليزية: Colour fastness)‏ هو مصطلح يُستخدم في مجال الصباغة لوصف مقاومة لون المادة للتلاشي أو البَهتان. وثبات اللون هو خاصية من خصائص الأصبغة والخضب وترتبط ارتباطًا مباشرًا بقوة الروابط بين الصباغ والألياف. ويمكن أن يتأثر ثبات اللون بتقنيات المعالجة واختيار المواد الكيميائية والمواد المساعدة. وهو يشير إلى مقاومة لون النسيج المصبوغ أو المطبوع لمختلف أنواع التأثيرات التي يتعرض لها عادةً أثناء عملية التصنيع وفي أثناء الاستخدام العملي.
الأشكال الرئيسية لثبات اللون هي ثبات اللون تجاه الضوء، وثبات اللون تجاه الغسل، وثبات اللون تجاه الفرك. و يقيم ثبات اللون تجاه الضوء من واحد إلى ثمانية، وثبات اللون تجاه الغسل من واحد إلى خمسة، مع الإشارة إلى أن الرقم الأعلى يدل على ثبات أفضل.
في اختبارات ثبات اللون، تقيم التغييرات التي تطرأ على لون العينة الهدف والتغييرات في لون الأقمشة غير المصبوغة المعيارية التي توضع معها، ويكون التقييم بصريًا باستخدام المقياس الرمادي، ثم تُمنح هذه التقييمات كقيم للثبات.

## ثبات اللون تجاه الغسل

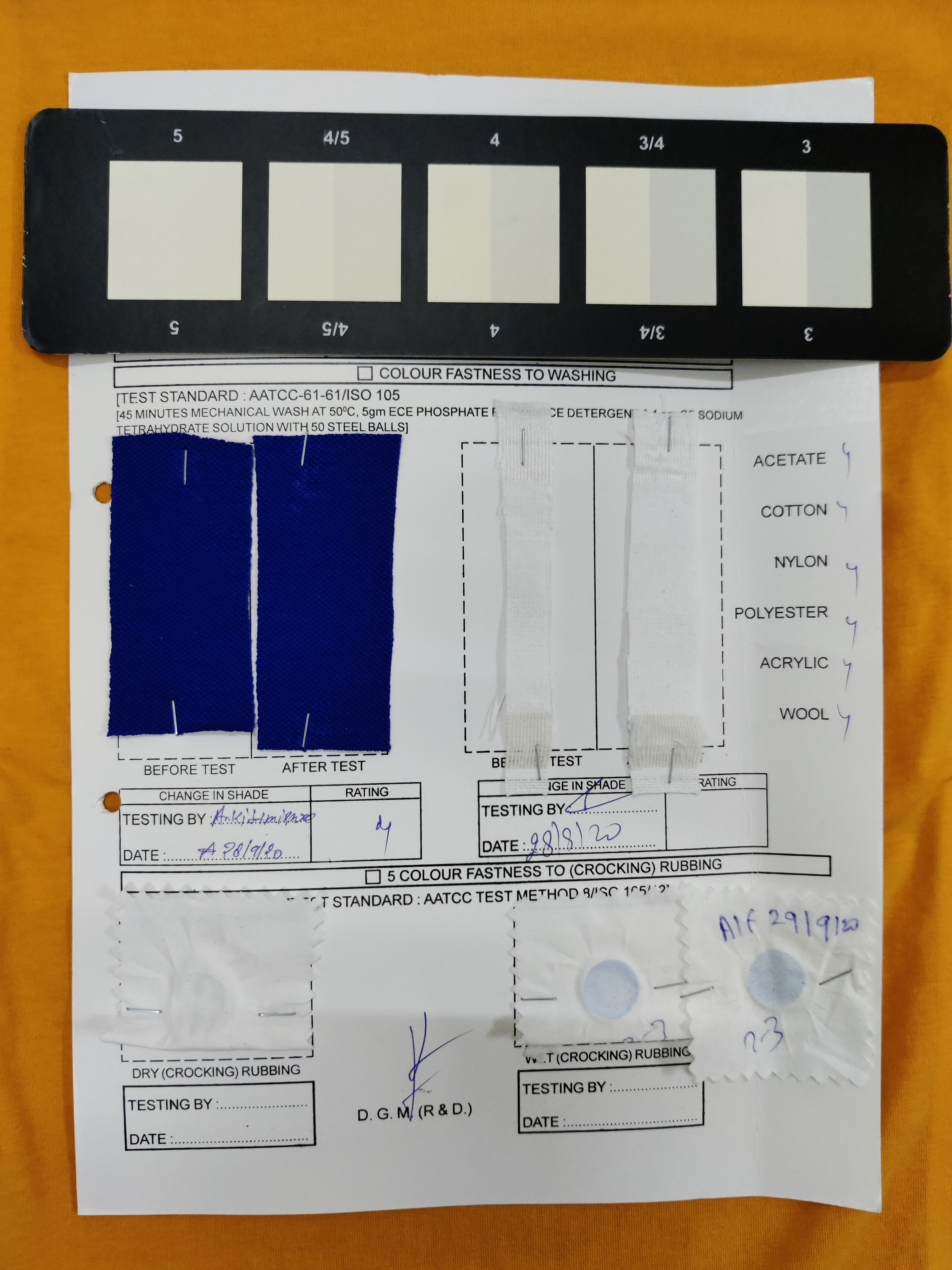
تقرير عن اختبار لثبات اللون تجاه الغسل والفرك

يشير مصطلح ثبات اللون تجاه الغسل في مجال النسيج إلى قدرة المواد النسيجية، مثل الأقمشة أو الملابس، على الحفاظ على لونها الأصلي ومظهرها بعد تعرضها لعمليات الغسل المتكررة. ويدل ذلك على قدرة النسيج على تحمل الغسل المتكرر دون التعرض للبهتان (Fading) أو انحلال الألوان (bleeding) أو أي تغيرات غير مرغوبة أخرى. ويحدد ثبات اللون تجاه الغسل للمادة المصبوغة بعوامل مثل قابلية الصباغ للذوبان ومعدل انفصال الصبغة من المادة النسيجية بوجود الصابون أو المنظفات أو الظروف القلوية المختلفة.

## ثبات اللون تجاه الضوء
ثبات اللون تجاه الضوء هو خاصية للملوِن، مثل الأصبغة أو الخضب، تشير إلى قدرته على مقاومة البهتان عند التعرض للضوء.
توجد مجموعة كبيرة من اختبارات ثبات اللون تجاه الضوء متاحة في السوق، ولكل منها مميزاته وعيوبه. الأكثر استخدامًا هما اختبار مصباح زينون القوسي (Xenon Arc) ومصباح MBTF. ومع ذلك، يستخدم أيضًا القوس الكربوني وأشعة الشمس الطبيعية. يتأثر القماش المعرض للضوء بدرجة الحرارة اللونية للضوء، وشدة الضوء، ونمط الأطوال الموجية للضوء، ودرجة حرارة القماش، والملوثات الموجودة داخله، ومحتوى الرطوبة فيه. وتؤثر عوامل أخرى مثل دورات التعرض، ومدة التعرض، وتغير لون المادة النسيجية الأصلي.
يعتمد نظام تصنيف ثبات اللون تجاه الضوء على معدل البهتان لثمانية عينات من الصوف المصبوغ باللون الأزرق (شرائح زرقاء)، والمصنفة من 1 (ضعيف) إلى 8 (ممتاز). وكل شريحة من هذه الشرائح المعيارية تستغرق ضعف المدة الزمنية اللازمة لبهتان لون العينة القياسية التالية في السلسلة. تقيم نتائج الاختبار في صندوق الضوء بمقارنتها مع العينات المعيارية (المقياس الرمادي). تُقيّم معظم طرق الاختبار ثبات اللون تجاه الضوء عندما يُظهر النسيج المختبر تغيرًا في اللون يعادل الدرجة 4 على المقياس الرمادي لفقدان اللون.

## اقرأ أيضا
- صباغ